# 李基元
李基元（韓語：이기원，1956年—），韩国退役女子乒乓球运动员。她曾获得1977年世界乒乓球锦标赛女子团体亚军、女子双打和混合双打季军。她也参加了1978年亚洲运动会。